# Caldwell (Ohio)
Caldwell falu az USA Ohio államában, Noble megyében, melynek megyeszékhelye is. Lakosainak száma 1691 fő (2020. április 1.).

## Népesség
A település népességének változása:
| Lakosok száma | 318  | 1956 | 1748 | 1691 |
|               | 1870 | 2000 | 2010 | 2020 |